# Landgoed Kalimaro
Landgoed Kalimaro was een landgoed met villa in Renkum. Het werd in 1886 gesticht en bestond uit een deel van de toen opgesplitste buitenplaats Bergzicht. In 1905 werd ook Kalimaro verkaveld en ontstond het villapark Wilhelmina. 

## Geschiedenis
Het landgoed werd gesticht door Petronella Anna Henriette Maria (Ans) Wolterbeek (Cheribon, 1868 – Zelhem, 1946) en Carl Frederik Frowein (Arnhem, 1863 - 1921). Het werd vernoemd naar de suikerrietplantage Kalimaro op Java waar de vader van Wolterbeek een suikerfabriek had beheerd.
Wolterbeek was geboren in Nederlands-Indië, haar vader overleed in 1870 Zijn twee kinderen werden in 1875 door hun grootvader naar Nederland gehaald. Ans groeide op bij haar opa Robert Daniel Wolterbeek in huize Valkenburg in Oosterbeek.
Frowein was van beroep expediteur en handelde in tabak. Daarnaast was hij gemeenteraadslid, had het correspondentschap Renkum-Oosterbeek van de Credietvereniging te Amsterdam en was bestuurslid van diverse verenigingen waaronder de VVV Oosterbeek en was hij voorzitter van de Geldersch-Overijsselsche Maatschappij van Landbouw afdeling Renkum-Doorwerth. 

## Gebruik
Een deel van het landgoed werd door de Landbouw Hogeschool Wageningen in samenwerking met de Geldersch-Overijsselsche Maatschappij van Landbouw gebruikt voor proeven met kunstmest.
In 1905 werd het landgoed verkocht aan bouwmaatschappij 'Heelsum'. Dit bedrijf splitste het op in bouwpercelen onder de naam villapark Wilhelmina. Centraal in dit project werd hotel-pension Klein Zwitserland geprojecteerd, de villa Kalimaro werd daarvoor afgebroken. Het hotel werd in 1908, al spoedig na oplevering, omgevormd tot sanatorium voor longlijders. Het heeft niet lang bestaan; in 1913 werd het weer een hotel. 
In 1926 werd in het uitbreidingsplan van de gemeente Renkum op voormalig gebied van landgoed Kalimaro het Wilhelmina Sportpark opgenomen. Op dit sportpark zijn anno 2017 de voetbalclubs CVV Redichem en RVW en korfbalvereniging DKOD gevestigd.